# Déjerine Sottas
De ziekte van Dejerine Sottas (ook wel bekend als Dejerine–Sottas syndroom, Dejerine–Sottas neuropathie en progressieve hypertrophische interstitiële kinderpolyneuropathie) is een neurologische aandoening, gekarakteriseerd door schade aan het perifeer zenuwstelsel en resulteert in progressief spierverlies. Dit wordt veroorzaakt door mutaties in verschillende genen. Voor de aandoening bestaat geen medicijn.
De aandoening is vernoemd naar Joseph Jules Dejerine en Jules Sottas, de Franse neurologen die deze aandoening als eersten beschreven.

## Symptomen
De aandoening uit zich in de vroegere kinderjaren, meestal voor het 3e levensjaar. De progressie is langzaam tot de tienerjaren. Vanaf dit punt neemt de progressie toe, wat zich uit in ernstige immobiliteit.